# Teorema de Cantor-Bernstein-Schroeder

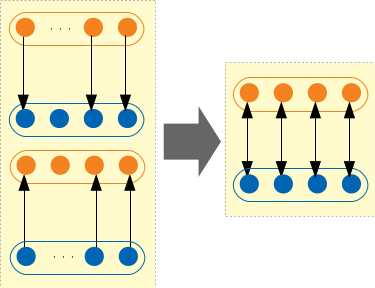

Em teoria de conjuntos, o Teorema de Cantor-Bernstein-Schroeder, assim chamado em homenagem a Georg Cantor, Felix Bernstein e Ernst Schröder, estabelece que se existem funções injetivas f : A → B e g : B → A entre os conjuntos A e B, então existe uma função bijetiva h : A → B. Em termos da cardinalidade dos dois conjuntos, isso significa que se |A| ≤ |B| e |B| ≤ |A|, então |A| = |B|; A e B são ditos "equipolentes". Essa é obviamente uma propriedade muito útil para a ordenação de números cardinais.
Este teorema não depende do axioma da escolha.

## Demonstração
Esta demonstração faz uso do conjunto dos números naturais, cuja existência é um dos axiomas da Teoria dos Conjuntos (o axioma do infinito)
Para cada {\displaystyle n\in \mathbb {N} } definimos {\displaystyle h_{n}:A\to A}, por {\displaystyle h_{n}=(g\circ f)^{n}}, composição de {\displaystyle n}fatores iguais a {\displaystyle g\circ f}. Observamos que {\displaystyle h_{0}=Id_{A}}. Note que o fato de {\displaystyle g} e {\displaystyle f} serem injetivas implica a injetividade de {\displaystyle h_{n}}.
Agora consideramos {\displaystyle X\subset A}, dado por
{\displaystyle X=\{a\in A;{\text{ existe }}n\in \mathbb {N} {\mbox{ com }}h_{n}^{-1}(a)\not \in {\text{Im}}(g)\}}.
Note que se {\displaystyle a\notin {\text{Im}}(g)}, então tomando {\displaystyle n=0} segue que {\displaystyle h_{0}^{-1}(a)\not \in {\text{Im}}(g)}, ou seja, {\displaystyle a\in X}. Equivalentemente, se {\displaystyle a\not \in X} temos que {\displaystyle a\in {\text{Im}}(g)}.
Por outro lado, observamos que dado {\displaystyle b\in B}, se tivermos {\displaystyle g(b)\in X}, então {\displaystyle b\in {\text{Im}}(f)} e ocorre {\displaystyle f^{-1}(b)\in X}. De fato, se {\displaystyle g(b)\in X} então existe {\displaystyle n\in \mathbb {N} } tal que {\displaystyle h_{n}^{-1}(g(b))\not \in {\text{Im}}(g)}. É claro que {\displaystyle n\neq 0} e nesse caso podemos escrever
{\displaystyle h_{n}^{-1}(g(b))=((g\circ f)\circ h_{n-1})^{-1}(g(b))=h_{n-1}^{-1}((g\circ f)^{-1}(g(b)))}
{\displaystyle =h_{n-1}^{-1}(f^{-1}(g^{-1}(g(b))))=h_{n-1}^{-1}(f^{-1}(b))}.
Logo {\displaystyle h_{n-1}^{-1}(f^{-1}(b))\not \in Im(g)}, donde segue que {\displaystyle f^{-1}(b)\in X}.
Para concluir definimos {\displaystyle H:A\to B} pondo {\displaystyle H(a)=f(a)} se {\displaystyle a\in X} e {\displaystyle H(a)=g^{-1}(a)} se {\displaystyle a\not \in X}. Note que {\displaystyle H} está bem definida, pois g é injetiva e se {\displaystyle a\not \in X} então {\displaystyle a\in {\text{Im}}(g)}, como já observamos. Ademais, {\displaystyle H} é injetiva, haja vista que dados {\displaystyle a,a'\in A} temos as seguintes possibilidades: {\displaystyle a,a'\in X} (os dois estão em X); {\displaystyle a,a'\not \in X} (os dois estão no complementar de X) ou {\displaystyle a\in X,a'\not \in X} (um está em X e outro fora). Nos dois primeiros casos a igualdade {\displaystyle H(a)=H(a')} implica {\displaystyle a'=a}, devido à injetividade de {\displaystyle f} e de {\displaystyle g}. No último, tal igualdade implicaria {\displaystyle f(a)=g^{-1}(a')} de onde teríamos {\displaystyle a=f^{-1}(g^{-1}(a'))=h_{1}^{-1}(a')}. Porém, como {\displaystyle a\in X} existe {\displaystyle n\in \mathbb {N} } tal que {\displaystyle h_{n}^{-1}(a)\not \in {\text{Im}}(g)}. Logo, {\displaystyle h_{n}^{-1}(h_{1}^{-1}(a'))\not \in {\text{Im}}(g)}, ou seja, {\displaystyle h_{n+1}^{-1}(a')\not \in {\text{Im}}(g)}. Isso implica {\displaystyle a'\in X}, o que é uma contradição. Portanto, isso conclui a verificação da injetividade de H.
Por fim, dado {\displaystyle b\in B} temos duas possibilidades: {\displaystyle g(b)\not \in X} ou {\displaystyle g(b)\in X}. No primeiro caso, temos que {\displaystyle H(g(b))=g^{-1}(g(b))=b} e no segundo caso, como foi observado, teremos que {\displaystyle f^{-1}(b)\in X} e daí, {\displaystyle H(f^{-1}(b))=f(f^{-1}(b))=b}. Portanto, {\displaystyle H} trata-se de uma bijeção.

## Demonstração de Banach
Stefan Banach observou que o que a demonstração acima faz é decompor cada conjuntos A e B em duas partes disjuntas, de forma que a função f transforma (bijetivamente) uma parte de A em uma parte de B, e g-1 transforma (bijetivamente) a outra parte de A na outra parte de B.
Mais precisamente:
Sejam A e B conjuntos, {\displaystyle f:A\to B\,} uma função injetiva e {\displaystyle G:S\subseteq A\to B\,} uma função sobrejetiva. Então é possível particionar {\displaystyle A=A_{1}\cup A_{2}\,}, {\displaystyle B=B_{1}\cup B_{2}\,}, com {\displaystyle A_{1}\cap A_{2}=B_{1}\cap B_{2}=\varnothing \,} e de forma que f e G quando restritas, respectivamente, a A1 e A2 sejam bijeções, respectivamente, com B1 e B2.
O teorema de Cantor-Bernstein-Schroeder segue imediatamente como corolário, porque sendo {\displaystyle g:B\to A\,} injetiva, então {\displaystyle G:g(A)\to B\,} é a função bijetiva definida pela injetividade de g.
A demostração encontra-se na referência